# Billingford (South Norfolk)
Billingford is een plaats in het Engelse graafschap Norfolk in de civil parish Scole. Billingford ligt op de noordoever van de Waveney op 1 mijl (1,6 km) ten oosten van Scole. Volgens een census in 1931 had het dorp toen 150 inwoners. Billingford komt in het Domesday Book (1086) voor als 'P(re)lestuna'.
De plaatselijke kerk is toegewijd aan St Leonard.